# Temporada de tufões no Pacífico de 1976
A temporada de tufões no Pacífico de 1976 não tem limites oficiais; durou o ano todo em 1976, mas a maioria dos ciclones tropicais tende a se formar no noroeste do Oceano Pacífico entre junho e dezembro. Essas datas delimitam convencionalmente o período de cada ano em que a maioria dos ciclones tropicais se forma no noroeste do Oceano Pacífico.
O escopo deste artigo é limitado ao Oceano Pacífico, ao norte do equador e a oeste da linha internacional de data. As tempestades que se formam a leste da linha de data e ao norte do equador são chamadas de furacões; veja a temporada de furacões de 1976 no Pacífico. As tempestades tropicais formadas em toda a bacia do Pacífico Ocidental receberam um nome do Joint Typhoon Warning Center. As depressões tropicais nesta bacia têm o sufixo "W" adicionado ao seu número. As depressões tropicais que entram ou se formam na área de responsabilidade das Filipinas recebem um nome da Administração de Serviços Atmosféricos, Geofísicos e Astronômicos das Filipinas ou PAGASA. Muitas vezes, isso pode resultar na mesma tempestade com dois nomes.

## Sistemas
25 tempestades tropicais se formaram este ano no Pacífico Ocidental. 14 tempestades atingiram a intensidade do tufão, das quais 4 atingiram a força do supertufão.

### Tufão Kathy
O Tufão Kathy foi um tufão de categoria 1 que permaneceu no mar durante toda a sua vida.

### Depressão Tropical Asiang
Asiang foi uma Depressão Tropical. Foi nomeado pela PAGASA.

### Depressão Tropical Biring
Biring também foi nomeada pela PAGASA.

### Tempestade Tropical Lorna
Lorna não afetou a terra.

### Tufão Marie (Konsing)
Este tufão de categoria 4 afetou as Filipinas; mas principalmente ficou no mar. Marie não alcançou o status de super tufão; mas registrou uma forte pressão de 930 milibares. Marie foi a primeira categoria 4 da temporada.

### Tempestade Tropical Severa Nancy
Nancy ficou no mar.

### Tufão Olga (Didang)
A depressão das monções gerou uma depressão tropical a leste das Filipinas em 10 de maio. Ele seguiu geralmente para o oeste, atingindo o status de tempestade tropical no dia 13, embora permanecesse mal organizado. No dia 14, Olga mudou-se para sudeste e recuperou a força da tempestade tropical após o enfraquecimento. A tempestade dirigiu-se para o noroeste e deu uma volta em resposta à aproximação de uma depressão de ondas longas. Depois de retornar a um movimento para oeste, Olga, apesar do cisalhamento desfavorável do vento, se fortaleceu para um tufão no dia 20. Ele se intensificou rapidamente naquela noite e atingiu o leste de Luzon no início do dia 21 como um 185 km/h (115 mph) tufão. Ele atravessou a ilha e virou para o norte no Mar da China Meridional. Olga moveu-se rapidamente para o nordeste e, no dia 28, Olga foi absorvida por um distúrbio subtropical. Olga trouxe inundações torrenciais, em alguns pontos até 1,300 mm (50 in) de chuva. Por causa disso, 374 pessoas morreram e milhares ficaram desabrigadas. Olga também destruiu muitos dos cenários usados durante as filmagens de Apocalypse Now.

### Supertufão Pamela
A depressão quase equatorial produziu uma depressão tropical em 14 de maio ao norte de Chuuk. Moveu-se para sudoeste, tornando-se uma tempestade tropical no dia 15. Pamela deu uma volta lenta para o noroeste e alcançou o status de tufão no dia 16. Nos dias 18 e 19, Pamela rapidamente se intensificou para 240 km/h (150 mph) super tufão, e enfraqueceu lentamente enquanto continuava seu movimento para noroeste. Em 21 de maio, o tufão cruzou Guam com ventos sustentados de 230 km/h (140 mph). Depois de cruzar lentamente a ilha, Pamela virou para o norte, e enfraqueceu até se tornar extratropical no dia 26. Pamela foi o tufão mais forte a atingir Guam desde o super tufão Karen em 1962. Embora Karen fosse muito mais forte, a travessia lenta de Pamela causou muito mais danos, totalizando $ 500. milhões (1976 USD, US$ 1,7 bilhões 2005 USD). Avisos bem executados permitiram apenas uma morte em Guam. Antes do tufão Pamela atingir Guam, dez pessoas morreram em um deslizamento de terra em Truk (Chuuk) devido às fortes chuvas.

### Depressão Tropical Gloring
Nomeada pela PAGASA.

### Tufão Ruby (Huaning)
A monção gerou a Depressão Tropical 7W em 20 de junho. Dirigiu-se para o oeste, organizando-se lentamente em uma tempestade tropical no dia 23. Ruby virou para o noroeste e atingiu a força do tufão pouco antes de atingir Lução no dia 25. Ele cruzou a ilha, enfraquecendo para uma tempestade tropical antes de virar para o nordeste no Mar da China Meridional. Ruby novamente se tornou um tufão no dia 28 e, em 2 de julho, o tufão atingiu um pico de 230 km/h (140 mph) ventos ao sul do Japão. O tufão virou para leste e tornou-se extratropical no dia 3. 16 pessoas morreram com o tufão.

### Tufão Sally (Isang)
Sally não ameaçou terras.

### Supertufão Therese
O Tufão Therese, que se desenvolveu em 8 de julho, aprofundou-se de forma explosiva nos dias 12 e 13 para 249 km/h (155 mph) supertufão. Therese enfraqueceu enquanto continuava para o noroeste e atingiu o sudoeste do Japão no dia 19 como uma tempestade tropical. Ele deu uma volta para o oeste e se dissipou no dia 21. Therese causou fortes inundações, matando 3 pessoas e causando milhões em danos.

### Tempestade Tropical Severa Violet (Lusing)
A tempestade tropical Ellen atingiu Hong Kong matando 27 pessoas e deixando 3 desaparecidas.

### Tempestade Tropical Severa Wilda
Wilda atingiu o Japão.

### Tufão Anita (Maring)
Anita atingiu o Japão.

### Tufão Billie (Nitang)
Quando o tufão Billie 169 km/h (105 mph) atingiu o leste de Taiwan e a China, causando fortes inundações e danos causados pelo vento, totalizando 4 vítimas (com 8 desaparecidos e 41 afogamentos) e $ 2,6 milhões em danos (1976 USD).

### Tempestade Tropical Severa Clara
Clara atingiu a China.

### Tempestade Tropical Dot (Osang)
Dot atingiu a China e o Japão.

### Tempestade Tropical Ellen (Paring)
A Tempestade Tropical Ellen atingiu Hong Kong matando 27 pessoas e deixou 3 desaparecidas.

### Supertufão Fran (Reming)
Uma área de clima perturbado se organizou na Depressão Tropical 17W em 2 de setembro. Seguiu para noroeste, tornando-se uma tempestade tropical no dia 4 e um tufão no dia 6. Fran rapidamente se intensificou para super tufão 240 km/h (150 mph) no dia 7, e enfraqueceu ao virar para o norte. Depois de estolar e flutuar para o oeste, Fran continuou seu movimento para o norte, atingiu o sudoeste do Japão no dia 12 e tornou-se extratropical no Mar do Japão no dia 13. A tempestade causou fortes inundações e danos causados pelo vento, causando 133 mortes (com 32 desaparecidos) e $ 572 milhões em danos (1976 USD, US$ 1,9 bilhões em 2005 USD), o pior tufão japonês em mais de 10 anos.

### Tempestade Tropical Georgia
Georgia mudou-se para o norte, longe da terra.

### Tufão Hope
Hope não chegou perto da terra.

### Depressão Tropical Seniang
Seniang teve vida curta.

### Tufão Iris (Toyang)
Iris serpenteou sobre o Mar da China Meridional e atingiu o sul da China.

### Tufão Joan
Joan voltou a leste do Japão.

### Tufão Louise (Welpring)
Louise foi o tufão mais forte da temporada, tornando-se um Super Tufão, trazendo impactos menores para as Filipinas e Japão.

### Tufão Marge (Yoning)
Marge foi uma forte tempestade tropical.

### Tempestade Tropical Severa Nora (Aring)
Nora escovou as Filipinas.

### Tempestade Tropical Opal (Basiang)
Opal foi uma tempestade tropical mínima.

### Depressão Tropical Kayang
A depressão durou um dia.

## Nomes das tempestades
Os ciclones tropicais do Pacífico Norte Ocidental foram nomeados pelo Joint Typhoon Warning Center. A primeira tempestade de 1976 foi chamada de Kathy e a última foi chamada de Opal.
| - Agnes - Bonnie - Carmen - Della - Elaine - Faye - Gloria - Hester - Irma - Judy - Kit - Lola - Mamie - Nina - Ora - Phyllis - Rita - Susan - Tess - Viola - Winnie | - Alice - Betty - Cora - Doris - Elsie - Flossie - Grace - Helen - Ida - June - Kathy 1W - Lorna 2W - Marie 3W - Nancy 4W - Olga 5W - Pamela 6W - Ruby 7W - Sally 8W - Therese 9W - Violet 10W - Wilda 11W | - Anita 12W - Billie 13W - Clara 14W - Dot 15W - Ellen 16W - Fran 17W - Georgia 18W - Hope 19W - Iris 20W - Joan 21W - Kate 22C - Louise 23W - Marge 24W - Nora 25W - Opal 26W - Patsy - Ruth - Sarah - Thelma - Vera - Wanda | - Amy - Babe - Carla - Dinah - Emma - Freda - Gilda - Harriet - Ivy - Jean - Kim - Lucy - Mary - Nadine - Olive - Polly - Rose - Shirley - Trix - Virgínia - Wendy |

Um sistema do Pacífico Central desenvolvido, o furacão Kate. A política da época era usar nomes do Pacífico Ocidental para o Pacífico Central.

### Filipinas
| Asiang         | Biring  | Konsing  | Didang                | Edeng                              |
| Gloring        | Huaning | Isang    | Lusing                | Maring                             |
| Nitang         | Osang   | Paring   | Reming                | Seniang                            |
| Toyang         | Unsang  | Welpring | Yoning                |                                    |
| Lista auxiliar |         |          |                       |                                    |
|                |         |          |                       | Aring                              |
| Basiang        | Kayang  | Dorang   | Enang (sem ser usado) | Grasing (sem usar) (sem ser usado) |

A Administração de Serviços Atmosféricos, Geofísicos e Astronômicos das Filipinas usa seu próprio esquema de nomenclatura para ciclones tropicais em sua área de responsabilidade. A PAGASA atribui nomes às depressões tropicais que se formam dentro de sua área de responsabilidade e a qualquer ciclone tropical que possa se mover para dentro de sua área de responsabilidade. Caso a lista de nomes para um determinado ano se revele insuficiente, os nomes são retirados de uma lista auxiliar, os primeiros 6 dos quais são publicados todos os anos antes do início da temporada. Os nomes não retirados desta lista serão usados novamente na temporada de 1980. Esta é a mesma lista usada na temporada de 1972. A PAGASA usa seu próprio esquema de nomenclatura que começa no alfabeto filipino, com nomes femininos filipinos terminando com "ng" (A, B, K, D, etc. ). Os nomes que não foram atribuídos/vão ser usados são marcados em cinzento.

## Efeitos sazonais
Esta tabela listará todas as tempestades que se desenvolveram no noroeste do Oceano Pacífico a oeste da Linha Internacional de Data e ao norte do equador durante 1976. Incluirá sua intensidade, duração, nome, áreas afetadas, mortes, pessoas desaparecidas (entre parênteses) e totais de danos. Os valores de classificação e intensidade serão baseados em estimativas conduzidas pelo JMA, no entanto, devido à falta de informações nessa época, os ventos sustentados foram registrados pelo JTWC. Todos os números de danos serão em 1976 USD. Danos e mortes de uma tempestade incluirão quando a tempestade foi uma onda precursora ou uma baixa extratropical.
| Nome                | Datas ativo                            | Classificação máxima       | Velocidade de vento sustentados | Pressão               | Áreas afetadas                       | Danos (USD)     | Fatalidades  | Refs |
| ------------------- | -------------------------------------- | -------------------------- | ------------------------------- | --------------------- | ------------------------------------ | --------------- | ------------ | ---- |
| Kathy               | 27 de janeiro – 2 de fevereiro         | Tufão                      | 155 km/h (100 mph)              | 965 hPa (28.50 inHg)  | Ilhas Carolinas                      | Nenhum          | Nenhum       |      |
| Asiang              | 28 de janeiro – 1 de fevereiro         | Depressão tropical         | 55 km/h (35 mph)                | 1006 hPa (29.71 inHg) | Filipinas                            | Nenhum          | Nenhum       |      |
| TD                  | 1 – 5 de fevereiro                     | Depressão tropical         | Não definido                    | 1000 hPa (29.53 inHg) | Ilhas Marianas                       | Nenhum          | Nenhum       |      |
| Biring              | 8 – 11 de fevereiro                    | Depressão tropical         | 55 km/h (35 mph)                | 1010 hPa (29.83 inHg) | Filipinas                            | Nenhum          | Nenhum       |      |
| Lorna               | 27 de fevereiro – 1 de março           | Tempestade tropical        | 65 km/h (40 mph)                | 998 hPa (28.47 inHg)  | Ilhas Carolinas                      | Nenhum          | Nenhum       |      |
| Marie (Konsing)     | 2 – 14 de abril                        | Tufão                      | 215 km/h (130 mph)              | 930 hPa (27.46 inHg)  | Palau                                | Nenhum          | Nenhum       |      |
| Nancy               | 25 de abril – 2 de maio                | Tempestade tropical severa | 100 km/h (65 mph)               | 985 hPa (29.09 inHg)  | Nenhum                               | Nenhum          | Nenhum       |      |
| Olga (Didang)       | 11 – 27 de maio                        | Tufão                      | 185 km/h (115 mph)              | 940 hPa (27.76 inHg)  | Filipinas, Ilhas Ryukyu              | Desconhecido    | 374          |      |
| Pamela              | 14 – 27 de maio                        | Tufão                      | 240 km/h (150 mph)              | 920 hPa (27.17 inHg)  | Ilhas Carolinas, Ilhas Marianas      | $500 000 000    | 11           |      |
| TD                  | 14 – 15 de maio                        | Depressão tropical         | Não definido                    | 1002 hPa (29.59 inHg) | Palau                                | Nenhum          | Nenhum       |      |
| Gloring             | 14 – 21 de junho                       | Depressão tropical         | 55 km/h (35 mph)                | 1002 hPa (29.59 inHg) | Filipinas, Ilhas Ryukyu              | Nenhum          | Nenhum       |      |
| TD                  | 16 de junho                            | Depressão tropical         | Não definido                    | 1006 hPa (29.71 inHg) | Nenhum                               | Nenhum          | Nenhum       |      |
| Ruby (Huaning)      | 21 de junho – 4 de julho               | Tufão                      | 220 km/h (140 mph)              | 935 hPa (27.61 inHg)  | Filipinas, Taiwan, Ilhas Ryukyu      | Desconhecido    | 16           |      |
| TD                  | 21 – 22 de junho                       | Depressão tropical         | Não definido                    | 1000 hPa (29.53 inHg) | China meridional                     | Nenhum          | Nenhum       |      |
| Sally               | 23 de junho – 3 de julho               | Tufão                      | 215 km/h (130 mph)              | 925 hPa (27.32 inHg)  | Ilhas Carolinas                      | Nenhum          | Nenhum       |      |
| Therese             | 9 – 21 de julho                        | Tufão                      | 250 km/h (155 mph)              | 905 hPa (26.72 inHg)  | Ilhas Marianas, Japão                | Desconhecido    | 3            |      |
| TD                  | 17 – 18 de julho                       | Depressão tropical         | Não definido                    | 1004 hPa (29.65 inHg) | Ilhas Carolinas                      | Nenhum          | Nenhum       |      |
| TD                  | 18 – 21 de julho                       | Depressão tropical         | Não definido                    | 1004 hPa (29.65 inHg) | Nenhum                               | Nenhum          | Nenhum       |      |
| Violet (Lusing)     | 19 – 27 de julho                       | Tempestade tropical severa | 100 km/h (65 mph)               | 985 hPa (29.09 inHg)  | China meridional                     | Nenhum          | 0 2          |      |
| Wilda               | 21 – 24 de julho                       | Tempestade tropical severa | 85 km/h (50 mph)                | 985 hPa (29.09 inHg)  | Japão                                | Nenhum          | Nenhum       |      |
| Anita (Maring)      | 21 – 27 de julho                       | Tufão                      | 120 km/h (75 mph)               | 980 hPa (28.94 inHg)  | Japão                                | Desconhecido    | Nenhum       |      |
| TD                  | 24 de julho                            | Depressão tropical         | Não definido                    | 1004 hPa (29.65 inHg) | Nenhum                               | Nenhum          | Nenhum       |      |
| TD                  | 26 – 27 de julho                       | Depressão tropical         | Não definido                    | 1002 hPa (29.59 inHg) | Nenhum                               | Nenhum          | Nenhum       |      |
| TD                  | 30 de julho – 2 de agosto              | Depressão tropical         | Não definido                    | 1002 hPa (29.59 inHg) | Ilhas Ryukyu                         | Nenhum          | Nenhum       |      |
| TD                  | 30 de julho – 1 de agosto              | Depressão tropical         | Não definido                    | 1002 hPa (29.59 inHg) | Ilhas Ryukyu, Taiwan                 | Nenhum          | Nenhum       |      |
| Billie (Nitang)     | 1 – 12 de agosto                       | Tufão                      | 120 km/h (75 mph)               | 980 hPa (28.94 inHg)  | Taiwan, Ilhas Ryukyu, China Oriental | $2 600 000      | 48           |      |
| TD                  | 1 – 2 de agosto                        | Depressão tropical         | Não definido                    | 1006 hPa (29.71 inHg) | Nenhum                               | Nenhum          | Nenhum       |      |
| Clara               | 2 – 7 de agosto                        | Tempestade tropical severa | 75 km/h (45 mph)                | 985 hPa (29.09 inHg)  | China meridional                     | Desconhecido    | Desconhecido |      |
| TD                  | 2 – 3 de agosto                        | Depressão tropical         | Não definido                    | 1002 hPa (29.59 inHg) | China meridional                     | Nenhum          | Nenhum       |      |
| Dot (Oyang)         | 17 – 23 de agosto                      | Tempestade tropical        | 95 km/h (60 mph)                | 990 hPa (29.23 inHg)  | Japão, China Oriental, Coreia do Sul | Nenhum          | Nenhum       |      |
| Ellen (Paring)      | 20 – 25 de agosto                      | Tempestade tropical        | 85 km/h (50 mph)                | 992 hPa (28.29 inHg)  | Filipinas, China meridional          | Desconhecido    | 27           |      |
| TD                  | 31 de agosto – 2 de setembro           | Depressão tropical         | Não definido                    | 1012 hPa (29.89 inHg) | Nenhum                               | Nenhum          | Nenhum       |      |
| Fran                | 3 – 14 de setembro                     | Tufão                      | 240 km/h (150 mph)              | 910 hPa (26.87 inHg)  | Ilhas Marianas, Japão                | $660 000 000    | 169          |      |
| Georgia             | 8 – 16 de setembro                     | Tempestade tropical        | 75 km/h (45 mph)                | 990 hPa (29.23 inHg)  | Ilhas Carolinas                      | Nenhum          | Nenhum       |      |
| TD                  | 9 de setembro                          | Depressão tropical         | Não definido                    | 1006 hPa (29.71 inHg) | Nenhum                               | Nenhum          | Nenhum       |      |
| Iris (Toyang)       | 13 de setembro – 1 de outubro          | Tufão                      | 140 km/h (85 mph)               | 975 hPa (28.79 inHg)  | Filipinas, China meridional          | Desconhecido    | Desconhecido |      |
| Hope                | 13 – 18 de setembro                    | Tufão                      | 130 km/h (80 mph)               | 965 hPa (28.50 inHg)  | Nenhum                               | Nenhum          | Nenhum       |      |
| Seniang             | 13 – 14 de setembro                    | Depressão tropical         | 45 km/h (30 mph)                | 1004 hPa (29.65 inHg) | Nenhum                               | Nenhum          | Nenhum       |      |
| TD                  | 17 – 18 de setembro                    | Depressão tropical         | Não definido                    | 1004 hPa (29.65 inHg) | Ilhas Marianas                       | Nenhum          | Nenhum       |      |
| Joan                | 18 – 24 de setembro                    | Tufão                      | 130 km/h (89 mph)               | 965 hPa (28.50 inHg)  | Nenhum                               | Nenhum          | Nenhum       |      |
| TD                  | 19 de setembro                         | Depressão tropical         | Não definido                    | 1006 hPa (29.71 inHg) | Nenhum                               | Nenhum          | Nenhum       |      |
| TD                  | 26 de setembro                         | Depressão tropical         | Não definido                    | 1008 hPa (29.77 inHg) | Ilhas Ryukyu                         | Nenhum          | Nenhum       |      |
| TD                  | 29 de setembro – 1 de outubro          | Depressão tropical         | Não definido                    | 1000 hPa (29.53 inHg) | Nenhum                               | Nenhum          | Nenhum       |      |
| Undang              | 29 de setembro – 2 de outubro          | Depressão tropical         | 45 km/h (30 mph)                | 1002 hPa (29.53 inHg) | Ilhas Ryukyu                         | Nenhum          | Nenhum       |      |
| Louise (Welpring)   | 28 de outubro – 8 de dezembro          | Tufão                      | 260 km/h (160 mph)              | 895 hPa (26.43 inHg)  | Ilhas Carolinas, Filipinas           | Nenhum          | Nenhum       |      |
| Marge (Yoning)      | 4 – 11 de novembro                     | Tufão                      | 110 km/h (70 mph)               | 975 hPa (28.79 inHg)  | Ilhas Carolinas, Ilhas Ryukyu        | Nenhum          | Nenhum       |      |
| TD                  | 21 de dezembro                         | Depressão tropical         | Não definido                    | 1006 hPa (29.71 inHg) | Ilhas Carolinas                      | Nenhum          | Nenhum       |      |
| TD                  | 28 de dezembro − 30                    | Depressão tropical         | Não definido                    | 1006 hPa (29.71 inHg) | Filipinas                            | Nenhum          | Nenhum       |      |
| Nora (Aring)        | 2 – 7 de dezembro                      | Tempestade tropical severa | 85 km/h (50 mph)                | 990 hPa (29.23 inHg)  | Filipinas                            | Desconhecido    | Desconhecido |      |
| Opal (Barang)       | 7 – 10 de dezembro                     | Tempestade tropical        | 65 km/h (40 mph)                | 996 hPa (29.41 inHg)  | Ilhas Carolinas                      | Nenhum          | Nenhum       |      |
| Kayang              | 28 – 30 de dezembro                    | Depressão tropical         | 45 km/h (30 mph)                | 1004 hPa (29.65 inHg) | Filipinas                            | Desconhecido    | Desconhecido |      |
| Totais da temporada |                                        |                            |                                 |                       |                                      |                 |              |      |
| 51 sistemas         | 27 de janeiro – 30 de dezembro de 1976 |                            | 260 km/h (160 mph)              | 895 hPa (26.43 inHg)  |                                      | >$1 162 600 000 | >650         |      |